# Ер София
„Ер София“ (на английски: Air Sofia) е българска товарна (карго) авиокомпания, основана в началото на 1990-те години.
До въвеждането на предпазна клауза за авиацията, компанията оперира като български авиопревозвач. Води дейността си със собствени самолети Ан-12 и наети (лизинговани) Ан-124 и Ил-76
Към настоящия момент работи като Авиационен Учебен Център, сертифициран по JAR-FCL 1. Провежда курсове за обучение на пилоти и придобиване на PPL (A), CPL (A) и ATPL (A) сертификати и IR/SE и IR/МЕ клас рейтинги.

## История
Авиокомпанията е създадена през 1992 г. и започва полети на 11 февруари 1992 г. Собственици са Георги Иванов и Лилян Тодоров. Компанията има 150 подчинени. Това е една от първите частни авиокомпании.
С приемането на България в ЕС и поставянето на предпазна клауза за България, „Ер София“ загубва лиценза си, заедно с останалите карго-компании в България. Причините за това все още не са обективно обявени, но реално се крият в недоглеждания при договарянето на глава „АВИАЦИЯ“ от авиационните власти.
Впоследствие пренася дейността си в Сърбия и създава през 2007 г. нова карго авио-компания „Юнайтед Интернешънъл Еърлайнс“. Оперира чрез тази компания в продължение на няколко месеца. Компанията не успява да се задържи на пазара със самолети AH-12, поради липса на типов сертификат и невъзможност да се сертифицират организациите за поддръжка по PART-M и PART-145 за този тип самолети в ЕС. През 2007 Ер София прекратява дейността си като авиопревозвач.
През 2008 г. „Ер София“ създава Авиационен Учебен Център /Air Sofia FTO/, който успява да лицензира на 6 август 2010 г., съгласно изискванията на JAR FCL 1. Лицензирането е осъществено от авиационните власти на Република Сърбия, с което Учебният център на Ер София (Air Sofia FTO), получава правото да обучава любители и професионални пилоти, съгласно изискванията на JAA (Joint Aviation Authority).
През януари 2009 г. Ер София закупува А/К „БВЦ - Български въздухоплавателен център“ ООД и оттогава е мажоритарен собственик на тази компания.

## Флотилия
- 6 Антонов Ан-12
- 1 Антонов Ан-26

след 6 август 2008 г
- Piper PA-44-180T Seminole LZ – FTO
- Cessna 172 N YU – DNW